# Alexandre Ziloti
Alexandre Ilitch Ziloti (en russe : Александр Ильич Зилоти ; la translittération allemande Siloti peut parfois être rencontrée mais le « s » se prononce toujours « z ») est un pianiste russe, également compositeur et chef d'orchestre, né le 9 octobre 1863 à Kharkov (Empire russe) et mort le 8 décembre 1945 à New York.

## Biographie

### Jeunesse et études
Ziloti est né près de Kharkiv, en Ukraine (qui faisait alors partie de la Russie impériale). À partir de 1871, il fit des études de piano au Conservatoire de Moscou avec Nikolaï Zverev,  puis avec Nikolaï Rubinstein, Sergueï Taneïev et Piotr Tchaïkovski à partir de 1875. Il obtint son diplôme avec la médaille d'or au piano en 1881.
Entre 1883 et 1886, il étudia avec Franz Liszt à Weimar. Il fut cofondateur du Franz Liszt-Verein (l'« Association Franz Liszt ») de Leipzig, où il commença sa carrière en 1883.

### Carrière
Entre 1887 et 1891, il enseigna au Conservatoire de Moscou et compta Rachmaninov (son cousin germain), parmi ses élèves.
Il édita la partition du Concerto pour piano no 1 de Tchaïkovski. Avant 1917, il était l'un des artistes les plus importants de Russie et beaucoup de compositeurs lui dédiaient leurs œuvres (notamment Arenski, Liszt, Rachmaninoff, Stravinsky et Tchaïkovski). En 1918, il est nommé Intendant du Théâtre Mariinsky mais fuit la Russie Soviétique l′année suivante pour s'installer en Angleterre et finalement à New York en 1921.
Ziloti composa plus de deux cents arrangements et transcriptions pour piano ou orchestre d'œuvres de Johann Sebastian Bach, Antonio Vivaldi, Ludwig van Beethoven, Franz Liszt et Piotr Tchaikovski.
Il était le beau-frère du peintre et cofondateur des Ballets russes Léon Bakst.

## Transcriptions
Un exemple d'une de ces transcriptions remarquables est : le Prélude en mi mineur, BWV 855a de Bach.
Sa version abrégée du Concerto pour piano no 2 de Tchaïkovski est utilisée comme musique par Georges Balanchine pour son Ballet impérial.